# Stazione di Okamoto (Hyōgo)
La stazione di Okamoto (岡本駅?, Okamoto-eki) è una stazione delle Ferrovie Hankyū situata nel quartiere di Higashinada-ku, a Kōbe nella prefettura di Hyōgo. La stazione ha due binari e vi fermano tutti i tipi di treni.
La stazione è utilizzata soprattutto dagli studenti degli istituti situati nella zona, fra cui l'Università Konan e l'Università Farmaceutica di Kobe.

## Binari
| 1 | ■ Linea Kobe (Direzione Kobe)  | Per Sannomiya・Shinkaichi・Ferrovie Sanyō |
| 2 | ■ Linea Kobe (Direzione Osaka) | Per Nishinomiya-kitaguchi・Jūsō・Umeda    |